# East Midlands Designer Outlet

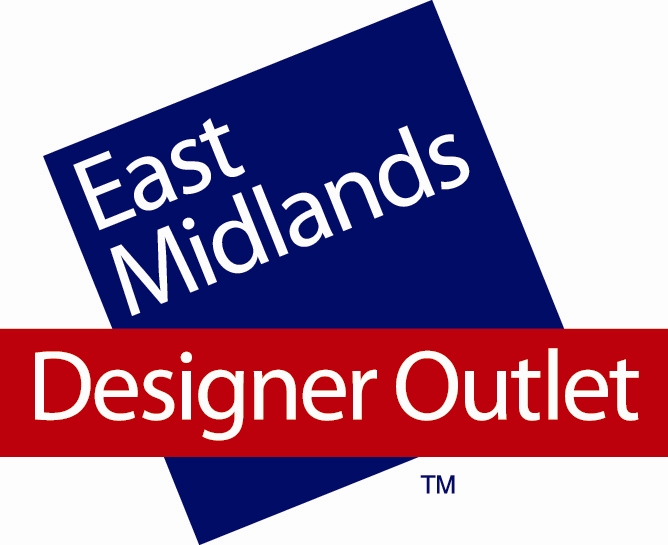
Logo

Het East Midlands Designer Outlet van McArthur Glen is gelegen in South Normanton, Derbyshire in East Midlands, en te bereiken via afrit 28 van de M1. Er wonen 14 miljoen mensen binnen een afstand van 90 minuten rijden van het Designer Outlet en 2,7 miljoen mensen bezoeken het Center ieder jaar. Er liggen 1200 parkeerplaatsen.
In de 70 winkels die het Designer Outlet rijk is worden artikelen van de volgende merken verkocht: 
Calvin Klein, Next Clearance, Marks & Spencer, Clarks, Revlon, Jaeger, Mexx, adidas, Jane Shilton en Reebok.
Het Designer Outlet is tijdens een brand in oktober 2004 gedeeltelijk verwoest, maar in augustus 2005 weer geopend met de campagne 'Ready'. De marketingmanager Shaun Rhodes won in februari 2006 voor deze campagne de Purple Apple Merit Award.
Voorheen heette het Center McArthur Glen Outlet Village Derbyshire en McArthur Glen Designer Outlet Mansfield.